# Marie Gruber
Marie Gruber (Wuppertal, 1955.június 11. – Berlin, 2018. február 8.) német színésznő.

## Fontosabb filmjei
- Kezesség egy évre (Bürgschaft für ein Jahr) (1981)
- Eljegyzés előtt (...schwierig, sich zu verloben) (1983)
- A rendőrség száma 110 (Polizeiruf 110) (1985–2013, tv-sorozat, 45 epizódban)
- Go Trabi Go (1991)
- Go Trabi Go 2 – Volt egyszer egy vadkelet (Das war der wilde Osten) (1992)
- Alles auf Anfang (1994)
- Lépjünk le! (Einfach raus) (1999, tv-film)
- Az utolsó tanú (Der letzte Zeuge) (2000, tv-sorozat, egy epizódban)
- Tetthely (Tatort) (2000, tv-sorozat, egy epizódban)
- Családi ékszerek (Eierdiebe) (2003)
- A hírek (Die Nachrichten) (2005, tv-film)
- Mások élete (Das Leben der Anderen) (2006)
- Jerichow (2008)
- Szerelem a Berlini Fal árnyékában (Wir sind das Volk - Liebe kennt keine Grenzen) (2008)
- A vidéki doktor (Der Landarzt) (2008, tv-sorozat, egy epizódban)
- A felolvasó (The Reader) (2008)
- Charly – Majom a családban (Unser Charly) (2008, 2010, tv-sorozat, két epizódban)
- Megbüntetlek, drágám (Ich steig' Dir aufs Dach, Liebling) (2009, tv-film)
- Anya, az állatorvos (Tierärztin Dr. Mertens) (2009, tv-sorozat, egy epizódban)
- Grimm meséiből: Az okos lány (Die kluge Bauerntochter) (2009, tv-film)
- Három (Drei) (2010)
- Piroska és a farkas (Rotkäppchen) (2012, tv-film)
- A Szputnyik küldetés (Sputnik) (2013)
- Álomhajó (Das Traumschiff) (2012, tv-sorozat, két epizódban)
- A szépség és a szörnyeteg (La belle et la bête) (2014)
- Binny és a szellem (Binny und der Geist) (2014, tv-sorozat, egy epizódban)
- Frantz (2016)